# ماريتشي
ماريتشي (بالسنسكريتية: मरीचि)‏ أو ماريشي، هو ابن براهما المولود بالعقل، وواحد من السابتاريشي في الأساطير الهندوسية. وهو أيضًا والد كاشيابا، وجد الديفات والأسورات.